# Korvin-Krukowsky (Familie)

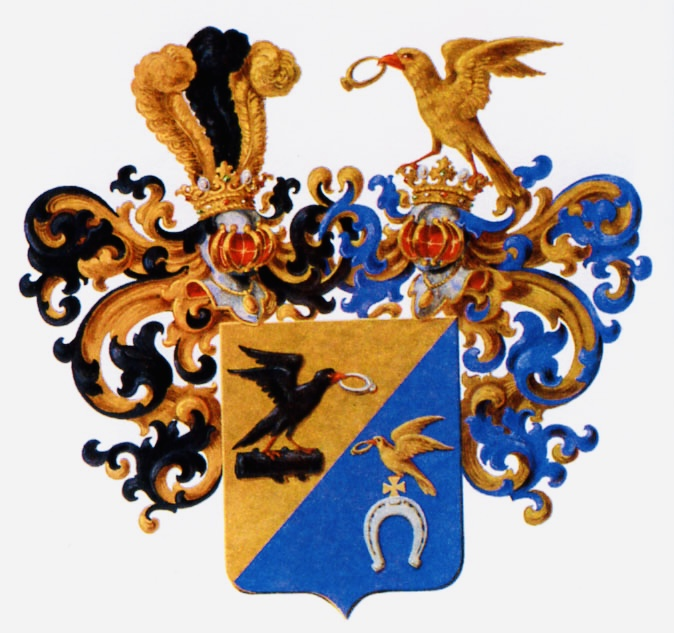

Korvin-Krukowsky (polnisch Korwin-Krukowski; russisch Корвин-Круковские) ist der Name einer Adelsfamilie mit dem Wappen „Ślepowron“ (blinde Krähe), die bis ins frühe 15. Jahrhundert zurückreicht und vermutlich von der Familie Glinski abstammt.

## Geschichte
Der Familienname Krukowsky, ist in drei Varianten gebräuchlich: Krjukowskói (mit Betonung auf der letzten Silbe), Krukówski (mit Betonung auf der mittleren Silbe) und Korvin-Krukowski (nach Anerkennung der Familie als Angehörige des uralten Adels). Die erste Form wurde von den Einwohnern der Region verwendet, in der sich das Familienanwesen Palibino nahe der litauischen Grenze in der damaligen Provinz Witebsk befand. Sie ist noch heute in Gebrauch, obwohl der Name Palibino heute als Polibino bekannt ist. Die zweite Form, Krukowski, war die von der Familie bis zum Jahr 1858 allgemein verwendete; dieser Name wurde auch in der Aufzeichnung von Sofias Geburt und Taufe in der Snamenskaja-Kirche in Moskau am 15. Januar 1850 verwendet. Die Familie Krukowski reichte wiederholt Anträge beim Heroldsamt ein, um die Anerkennung der Familie als Angehörige des uralten Adels zu bestätigen. Diese Anträge wurden erstmals abgelehnt und erst nach dem Ruhestand von General W. W. Krukowski aus der Armee, im Jahr 1858, im Rang eines Generalleutnants, wurde dem Antrag schließlich stattgegeben. In dem Dekret zur Genehmigung des Antrags wird der Name Corvin-Krukowski verwendet. Der Name Corvin ist mit Matthias Corvinus, König von Ungarn, verbunden. Er erscheint auf dem Stammbaum, der die Familienbibliothek in Palibino schmückte, und besagt, dass eine Tochter von Matthias Corvinus mit einem gewissen polnischen Helden, Krukowski, verheiratet war.
Der russische Schriftsteller, Dostojewski war nach seiner Rückkehr aus dem sibirischen Exil ein häufiger Gast dieser Adelsfamilie. Der General W. W. Korwin-Krukowski hatte zwei Töchter, Anna (die ältere) und Sofia (die jüngere). Annas erste Versuche, Prosa zu schreiben, wurden von Dostojewski gefördert. 1865 machte Dostojewski (damals 44) der 21-jährigen Anna Korwin-Krukowski (1843–1887) einen Heiratsantrag und wurde abgewiesen. Anna gilt als Prototyp einer schönen und grausamen „Nihilistin“, der 20-jährigen Aglaja Jepantschina in Dostojewski’s Meisterwerk Der Idiot. In dem Roman ist Aglaja die jüngste von drei Schwestern, die am Ende einen polnischen Grafen und Revolutionär heiratet und zum Katholizismus konvertiert (eine große Sünde für Dostojewski und ein Hinweis auf die polnischen Wurzeln der Familie Krukowski).
Als ob sie der Prophezeiung des Romanautors folgte, heiratete die echte Anna Korwin-Krukowski 1870 einen französischen Oberst und Revolutionär, Victor Jaclard. Zusammen mit Sofia und ihrem Ehemann waren die Jaclards 1871 in der Pariser Kommune aktiv. Später wurde Anna Jaclard eine bekannte Schriftstellerin in Russland. Sie pflegte ihre Freundschaft mit Dostojewski weiter.
Zur Familie Korwin-Krukowski gehören außerdem Zoia Korvin-Krukovsky, der russische Schauspieler Juri Wassiljewitsch Korwin-Krukowski, Hollywood-Schauspieler Charles Korvin und der amerikanische Unternehmer und Prominente, Jan David Corvin.

## Angehörige
- Anna Wassiljewna Korwin-Krukowski (1843–1887), russische Sozialistin und revolutionäre Feministin
- Pjotr Wassiljewitsch Korvin-Krukowski (1844–1899), russisch-französischer Dramatiker
- Sofja Wassiljewna Kowalewskaja geb. Korwin-Krukowskaja (1850–1891), russisch-schwedisch Mathematikerin
- Wassili Wassiljewitsch Korwin-Krukowski (1861–nach 1916), russischer Ingenieur und Architekt
- Juri Wassiljewitsch Korwin-Krukowski (1862–1935), russischer Schauspieler
- Alexei Wladimirowitsch Korwin-Krukowski (1872–1943), russischer Generalmajor, aktiver Teilnehmer der Weißen Bewegung
- Sergei Sergejewitsch Korwin-Krukowski (1874–1937), Bauingenieur und Architekt
- Boris Wyacheslawowich Korvin-Krukowski (1895–1988), Luftfahrtingenieur, Designer, russischer Emigrant in die USA
- Zoia Korvin-Krukovsky (1903–1999), russisch-schwedische Künstlerin
- Charles Korvin (-Krukovsky) (1907–1998), ungarisch-amerikanischer Film-, Fernseh- und Bühnenschauspieler

## Beschreibung des Familienwappens
Das Schild ist links abgeschrägt. Im ersten goldenen Abschnitt befindet sich auf einem schwarzen Stumpf eine schwarze Lerche mit scharlachroten Augen, Schnabel und Krallen, die einen silbernen Ring im Schnabel hält. Im zweiten azurblauen Abschnitt ist ein silbernes Hufeisen mit nach unten gerichteten Spitzen zu sehen, über dem ein goldenes gleicharmiges Kreuz mit breiten Enden ruht. Auf diesem Kreuz sitzt ein goldener Rabe mit scharlachroten Augen, Schnabel und Krallen, der einen goldenen Ring im Schnabel hält. Über dem Schild befinden sich zwei edle, gekrönte Helme. Der rechte Helm trägt drei Straußenfedern – schwarz in der Mitte und golden an den Außenseiten. Der linke Helm zeigt einen goldenen Raben mit scharlachroten Augen, Schnabel und Krallen, der einen goldenen Ring im Schnabel hält. Der Wappenmantel ist rechts schwarz und gold und links azurblau und gold. (General Armorial, XIII, 35).